# Русинская грекокатолическая церковь
Русинская грекокатолическая церковь (лат. Ecclesia Graeco-Catholica Ruthenica; русин. Русиньска ґрекокатолицька церьков) — собирательное название группы самоуправляемых (sui iuris) восточнокатолических церквей, исторически объединяющих грекокатоликов из числа русинов и придерживающихся византийского обряда, то есть принадлежащих к числу грекокатолических церквей.
Различают три независимые русино-католические юрисдикции: 1) Русинская византо-католическая митрополия в США, митрополичья церковь sui juris, 2) Мукачевская епархия на Украине, непосредственно подчинённая Риму, 3) Апостольский экзархат Чешской Республики.

## История
Родиной русинов является часть территории Карпат, разделённая в настоящее время между Украиной, Словакией и Польшей. В IX веке большая часть этнической территории русинов вошла в состав Венгрии.
Датой создания Русинской грекокатолической церкви считается 24 апреля 1646 года, когда православный епископ Мукачева и 63 православных священника-русина заключили Ужгородскую унию и были приняты в Католическую церковь с сохранением византийского обряда богослужения. В 1664 году была заключена уния в Мукачеве, присоединившая к русинской церкви православное население Закарпатья и венгерской епархии Хайдудорог. В 1713 году была заключена уния в Марамуреше (ныне Румыния). К середине XVIII века практически все этнические русины стали грекокатоликами.
Несмотря на то, что Русинская грекокатолическая церковь имела собственного епископа, резиденция которого располагалась в Мукачеве, вплоть до 1771 года он считался викарием латинского епископа города Эгер. В 1771 году папа Климент XIV ввёл для русинской епархии собственное церковное устройство. В этот период церковь состояла из 711 приходов. В 1775 году резиденция главы церкви была перенесена из Мукачева в Ужгород, где тремя годами позже открылась первая русинская грекокатолическая семинария (сейчас — Богословская академия имени Теодора Ромжи). В 1787 году в составе епархии были выделены три викариата. В 1816 году церковь насчитывала 729 приходов и около 560 тысяч верующих.
После Первой мировой войны территория проживания русинов была передана Чехословакии. Русинская грекокатолическая церковь была реорганизована и разделена на две епархии — с центрами в Мукачеве и Прешове. Во многом благодаря деятельности святого Алексия Товта, бывшего грекокатолического священника, направленного для окормления русин из Прешовской епархии в США, среди грекокатоликов прошла волна массового возвращения в православие, начавшаяся в Восточной Европе ещё в довоенное время.
По окончании Второй мировой войны бо́льшая часть территории с русинским населением перешла к СССР. Территория Прешовской епархии (на которой существовали анклавы с русинским населением) осталась в Чехословакии. В обоих государствах на русинов грекокатоликов обрушились репрессии, церковь была запрещена, а приходы насильственно переданы Православной церкви.
По воспоминаниям генерала Павла Судоплатова, первый секретарь ЦК КП(б) Украины Никита Хрущёв и тогдашний министр госбезопасности Украины Сергей Савченко в 1947 году обратились к Сталину и министру госбезопасности СССР Абакумову с просьбой дать санкцию на убийство епископа Мукачевского Теодора Ромжи, обвинив его в сотрудничестве с подпольным украинским национальным движением и «тайными эмиссарами Ватикана». В результате Ромжа был убит.
В Чехословакии грекокатолики вышли из подполья в 1968 году, когда государство законодательно разрешило грекокатолическое вероисповедание, а на территории СССР вплоть до 1990 года церковь существовала только в подполье. В этот период наиболее многочисленной частью Русинской церкви были приходы в эмиграции.
Массовая эмиграция русинов с Карпат началась в XIX веке. Наиболее массовым был их отъезд в США, где в 1924 году для русинов грекокатоликов был учреждён апостольский экзархат Питтсбурга. В 1963 году он был преобразован в епархию, а в 1969 году преобразован в архиепархию-митрополию. В настоящее время русинская церковь в США состоит из архиепархии-митрополии Питтсбурга и трёх суффраганных епархий — Пармы, Пассейика и Пресвятой Девы Марии Защитницы в Финиксе.
Русины-эмигранты также проживают в Канаде, Великобритании и Австралии, где нет структур русинской грекокатолической церкви. Русины — католики византийского обряда в этих странах посещают приходы Украинской грекокатолической церкви.
В 1991 году была воссоздана Мукачевская русинская епархия, подчиняющаяся непосредственно Риму. Святой Престол подтвердил статус двух русинских епископов и двух викариев, ранее действовавших в подполье. В 1995 году в Ужгороде вновь была открыта семинария. Прешовская епархия, преимущественно словацкая по населению, осталась в составе Словацкой грекокатолической церкви. В 1996 году был создан независимый русинский Апостольский Экзархат Чешской Республики.
В настоящее время русины — грекокатолики, живущие в Словакии, принадлежат, главным образом, Словацкой грекокатолической церкви, в Венгрии — Венгерской грекокатолической церкви, в Хорватии и Сербии (Воеводина) — Хорватской грекокатолической церкви. Часть русинов, проживающих на Украине и католиков по вероисповеданию, относит себя не к Русинской, а к Украинской грекокатолической церкви.

## Современное состояние
В Русинской грекокатолической церкви различают три независимые части — митрополия Питтсбурга в США, а также напрямую подчиняющиеся Святому Престолу независимая Мукачевская епархия в Закарпатской области Украины и апостольский экзархат Чешской республики.
По данным Annuario Pontificio за 2016 год в митрополии Питтсбурга и суффраганных американских епархиях (епархии Пармы, Пассейика и Пресвятой Девы Марии Защитницы) около 84 тысяч верующих, 207 приходов, 197 священников. Мукачевская епархия насчитывает 320 тысячи членов, 436 приходов, 320 священников. Апостольский экзархат Чехии насчитывает 17 тысяч человек, 21 приход, 40 священников. Всего русинов — грекокатоликов около 420 тысяч человек.
Место главы питтсбургской архиепархии было вакантно после смерти в 2010 году архиепископа Бэзила Мирона Шотта, 18 января 2012 года митрополитом Питтсбургским стал Уильям Чарльз Шкурла — бывший до этого епископом Пассейика. С мая 2024 года Мукачевской епархией управляет епископ Теодор Мацапула. Апостольский экзарх Чехии в 2003—2025 годах — Ладислав Гучко.
Литургический язык — церковнославянский (в США в основном английский).